# ليزلي ستيوارت
ليزلي ستيوارت هو كاتب بريطاني ولد في 23 مايو 1949 في بنغازي في ليبيا.

## وصلات خارجية
- ليزلي ستيوارت على موقع IMDb (الإنجليزية)
- ليزلي ستيوارت على موقع ميوزك برينز (الإنجليزية)
- ليزلي ستيوارت على موقع ديسكوغز (الإنجليزية)
- ليزلي ستيوارت على موقع قاعدة بيانات الفيلم (الإنجليزية)